# いつも心に太陽を!
『いつも心に太陽を!』（いつもこころにたいようを）は、喜国雅彦の漫画作品である。竹書房の『シンバット』『ヤングクラブ』『まんがくらぶ』の3誌にわたって連載された（掲載誌の休刊が相次いだため）。
単行本として「激浪編」と「時空編」の2巻分が発売された。

## 概要
- 様々な男女関係や夫婦関係を基本とした一話完結型ハイテンションギャグ。しかし「母さんは16歳」などの例外もある(シリーズ化しており、主要キャラがカップルや夫婦ではない)。
- 主に女性がボケ役、男性がツッコミ役を担う。「熱中時代」など、話によってはツッコミ役がいない。
- 下ネタや性描写も多いものの、それらが存在しないエピソードもある。

## アニメ
本作を原作としてテレビアニメが製作され、TBS系列で1999年11月1日から11月25日にワンダフル枠で放送された。
放送されたエピソードの殆どが1巻からの抜擢である。

### キャスト
- 母さん - 岡村明美
- ユウジ - 一条和矢

### スタッフ
- 原作 - 喜国雅彦
- 監督 - 吉田啓良
- キャラクターデザイン - 河南正昭
- 音楽 - 見良津健雄
- アニメーション制作 - スタジオディーン
- 製作 - TBS

### 主題歌
「Recede〜遠ざかりゆく想い〜」
歌 - 鈴木雅之

### 各話リスト
| 話数 | サブタイトル       | 絵コンテ      | 演出           | 作画監督       | 放送日         |
| ---- | ------------------ | ------------- | -------------- | -------------- | -------------- |
| 1    | 未亡人下宿         | ボブ白旗      | てる☆オーロラ  | 井上哲         | 1999年 11月1日 |
| 2    | 熱中時代           | ボブ白旗      | てる☆オーロラ  | 小林一三       | 11月2日        |
| 3    | 好きよキャプテン   | 別所誠人      | てる☆オーロラ  | 井上哲         | 11月3日        |
| 3    | 好きよキャプテン2  | 別所誠人      | てる☆オーロラ  | 井上哲         | 11月3日        |
| 4    | 濡れた王将         | ボブ白旗      | てる☆オーロラ  | 吉本拓二       | 11月4日        |
| 5    | 母さんは16歳       | 山口武志      | 中村憲由       | 小村井修       | 11月8日        |
| 6    | 肉弾               | 別所誠人      | わたなべひろし | わたなべひろし | 11月9日        |
| 7    | 夫婦善哉           | 鈴木芳成      | 中村憲由       | 長嶋陽子       | 11月10日       |
| 8    | 喝采               | ボブ白旗      | てる☆オーロラ  | 小林一三       | 11月11日       |
| 9    | 続・母さんは16歳   | 山口武志      | 中村憲由       | 小村井修       | 11月15日       |
| 10   | 肉弾2              | 別所誠人      | 吉村章         | 小林一三       | 11月16日       |
| 11   | 年上の女           | ボブ白旗      | 吉村章         | 吉本拓二       | 11月17日       |
| 12   | 禁断の園           | ボブ白旗      | 吉村章         | 井上哲         | 11月18日       |
| 13   | 続々・母さんは16歳 | 山口武志      | 中村憲由       | 小村井修       | 11月22日       |
| 14   | 大純情             | てる☆オーロラ | 吉村章         | 小林一三       | 11月23日       |
| 15   | 二人でステップ     | 別所誠人      | 吉村章         | 井上哲         | 11月24日       |
| 16   | 二枚の写真         | ボブ白旗      | ボブ白旗       | 吉本拓二       | 11月25日       |
| 16   | さよならの点景     | ボブ白旗      | ボブ白旗       | 吉本拓二       | 11月25日       |